# Chrysopsis latisquamea
Chrysopsis latisquamea là một loài thực vật có hoa trong họ Cúc. Loài này được Pollard mô tả khoa học đầu tiên năm 1900.